# Дмитриев, Андрей Викторович (писатель)

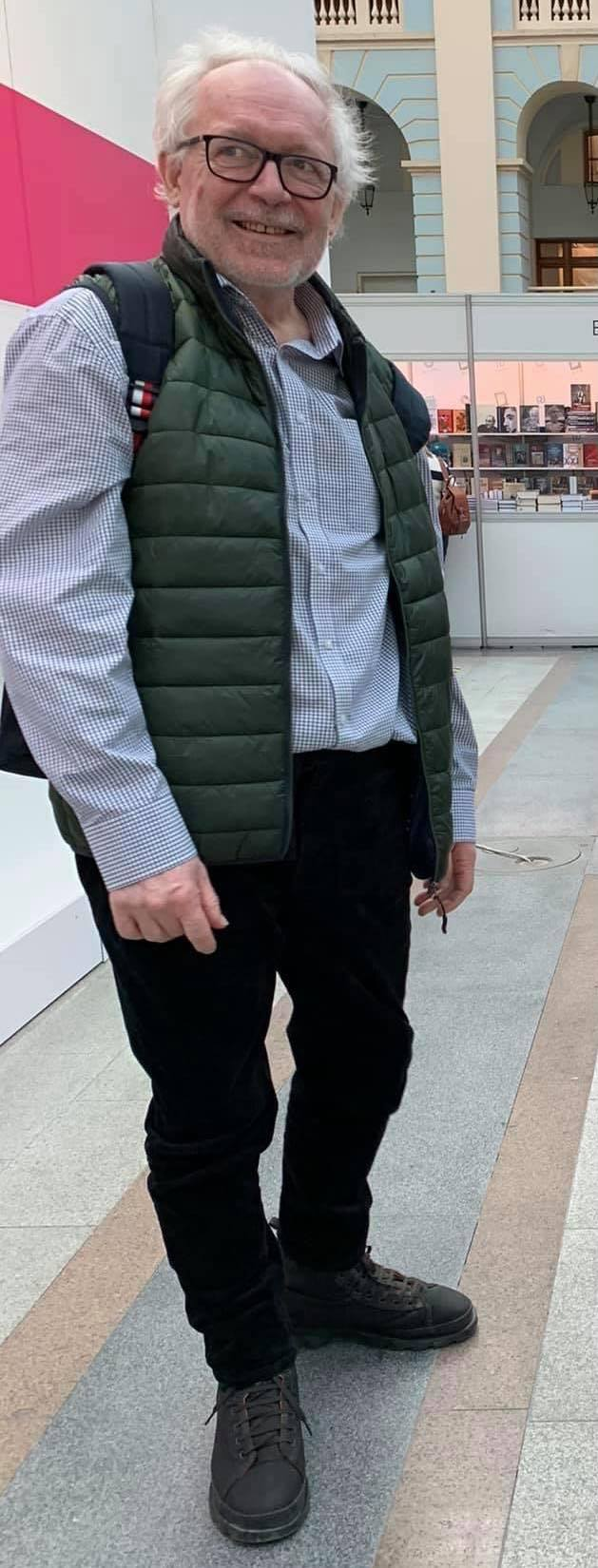

Андре́й Ви́кторович Дми́триев (род. 7 мая 1956, Ленинград) — русский, советский писатель, редактор, сценарист.

## Биография
Родился 7 мая 1956 года в Ленинграде.
Мать — Ниёле Мартиновна (Паткаускайте) Дмитриева. Отец — Виктор Андреевич Дмитриев. Сын — Артем Дмитриев.
До двенадцати лет жил в Пскове, потом вместе с родителями переехал в Москву.
1973—1977 — учился на филологическом факультете МГУ им. М. В. Ломоносова;
1982 — окончил сценарный факультет ВГИКа;
1982—1984 — стажёр-кинодраматург 2-го творческого объединения киностудии «Мосфильм»;
1985—1987 — работал членом коллегии Центральной сценарной студии Госкино СССР;
1997—2002 — главный редактор проекта Саввы Кулиша «100 фильмов о Москве»;
1999 — сценарный супервайзер телесериала «Каменская» (первый сезон);
2001 — главный редактор проекта Саввы Кулиша «Прости, прощай, XX век»;
2010—2012 — вёл мастерскую по сценарному мастерству и читал курс по стилистике в Институте современного искусства;
2010—2012 — читал лекции по стилистике в Московском международном университете;
2012—2014 — издательство Laurus;
2014—2020 — телеканал «Глас».
Андрей Дмитриев стал автором и соавтором сценариев художественных и документальных фильмов и телесериалов.
Переводы - Патрик Зюскинд. «Контрабас». Перевод с немецкого Марины Голубовской, Андрея Дмитриева, О. Дрождина. По этому переводу в театре «Сатирикон» был поставлен спектакль «Контрабас». Премьера спектакля состоялась 8 июля 2000 года. Режиссёр — Елена Невежина. В главной роли — Константин Райкин.
Переводы прозы Андрея Дмитриева выходили в США, Германии, Англии, Франции, Финляндии, Испании, Сербии, Италии, Чехии, Македонии и других странах.

## Премии
- Пушкинская премия Фонда Альфреда Тёпфера[нем.] (Пушкинская премия фонда Альфреда Тёпфера присуждалась российским авторам, произведения которых внесли выдающийся вклад в русскую литературу и переведены во многих странах мира);
- премии журнала «Знамя»;
- премии Ивана Петровича Белкина;
- премия «Русский Букер»;
- премия «Ясная Поляна»;
- Большая премия имени Аполлона Григорьева;
- Финалист премии «Большая книга»;
- премия Правительства Российской Федерации в области культуры 2013 года (23 декабня 2013) — за роман "Крестьянин и тинейджер"[3]